# الجمهورية العربية المتحدة في الألعاب الأولمبية الصيفية 1960
نافست الجمهورية العربية المتحدة (مصر وسوريا) في دورة الألعاب الأولمبية الصيفية 1960 في روما بإيطاليا.

## جدول الميداليات
| الميدالية | الاسم             | الرياضة | الحدث                                                     |
| --------- | ----------------- | ------- | --------------------------------------------------------- |
| فضية      | عثمان سيد         | مصارعة  | المصارعة اليونانية الرومانية رجال - وزن الذبابة (−52 كلغ) |
| برونزية   | عبد المنعم الجندي | ملاكمة  | رجال - وزن الذبابة (−51 كلغ)                              |